# Panorama Mountain Village
Panorama Mountain Village är en vintersportort i Purcellbergen i Columbiadalen i British Columbia i Kanada. Den invigdes 1962. Sommartid är platsen en populär golfort.

### Fotnoter
1. ↑  Panorama Resort.com Arkiverad 25 september 2013 hämtat från the Wayback Machine. - mountain statistics – hämtdatum: 4 mars 2012